# Diosdado Cabello
Diosdado Cabello Rondón (* 15. dubna 1963, Monagas, Venezuela) je venezuelský politik a člen Národního shromáždění Venezuely.
Cabello sehrál klíčovou roli v návratu Huga Cháveze k moci po venezuelském pokusu o státní převrat v roce 2002. Stal se předním členem jeho strany Movimiento V República a zůstává vedoucím členem vládnoucí Sjednocené socialistické strany Venezuely (PSUV).
V letech 2004 až 2008 byl guvernérem státu Miranda. V roce 2008 prohrál volby s opozičním vůdcem Henriquem Caprilesem Radonskim a poté byl jmenován ministrem veřejných prací a bydlení. V roce 2010 byl zvolen poslancem svého domovského státu Monagas. V roce 2011 ho prezident Chávez jmenoval viceprezidentem PSUV. V roce 2012 byl zvolen předsedou Národního shromáždění Venezuely.
Cabello byl mnohokrát nařčen z nezákonných praktik, např. vedení mezinárodní organizace obchodující s drogami, korupce v projektech veřejných prací nebo nepotismu k odměňování přátel a příbuzných. V roce 2013 bylo na venezuelskou prokuraturu podáno minimálně 17 oznámení na Cabellovo korupční jednání. Dne 26. března 2020 ministerstvo zahraničí USA nabídlo 10 milionů dolarů za informace, které ho dostanou před soud v souvislosti s obchodováním s drogami a narkoterorismem.
Cabello bývá často popisován jako druhý nejmocnější, ne-li vůbec nejmocnější muž Venezuely.

## Život
Během studií se Cabello spřátelil s budoucím prezidentem Hugem Chávezem. Hráli ve stejném baseballovém týmu.
Během Chávezova neúspěšného pokusu o státní převrat v únoru 1992 proti vládě tehdejšího prezidenta Carlose Andrése Péreze vedl Cabello skupinu čtyř tanků k útoku na palác Miraflores. Poté skončil ve vězení, nicméně prezident Rafael Caldera mu později udělil milost. Cabello byl propuštěn po dvou letech bez jakéhokoli obvinění.
Poté, co byl rovněž Chávez v roce 1994 propuštěn z vězení, pomáhal mu Cabello vést politickou kampaň. Po Chávezově volebním vítězství v roce 1998 mu pomohl založit základní organizace občanské společnosti známé jako Bolívarovské kruhy, které byly přirovnávány ke kubánským Výborům na obranu revoluce.
Dne 13. dubna 2002 se Cabello dočasně ujal prezidentských povinností a nahradil Pedra Carmonu jako prozatímního prezidenta během pokusu o státní převrat, když byl Chávez držen v zajetí.
V říjnu 2004 byl Cabello zvolen guvernérem státu Miranda. V roce 2008 prohrál volby s Henriquem Caprilesem Radonskim. Poté byl jmenován ministrem veřejných prací a bydlení.
Dne 11. prosince 2011 byl Cabello dosazen do funkce místopředsedy Sjednocené socialistické strany, čímž se v ní stal po Chávezovi druhou nejmocnější osobností.

## Sankce

### Evropská unie
Dne 18. ledna 2018 uvalila Evropská unie sankce na Cabella a šest dalších představitelů Venezuely, které označila za odpovědné za zhoršování demokracie v zemi. Zakázala jim vstup na své území a zmrazila majetek.

### Spojené státy
Dne 18. května 2018 Úřad pro kontrolu zahraničních aktiv (OFAC) Ministerstva financí Spojených států zavedl sankce proti Cabellovi, jeho manželce, bratrovi a jeho komplici Rafaelu Sarriovi. Úřad uvedl, že využili své moci ve vládě „k osobnímu prospěchu z vydírání, praní špinavých peněz a zpronevěry“, přičemž Cabello údajně řídil obchod s drogami s viceprezidentem Tareckem El Aissami a dělil se o zisky s prezidentem Nicolásem Madurem.